# Egholm
Egholm – mała duńska wyspa we wschodniej części cieśniny Limfjorden, położona na zachód od miast Aalborg i Nørresundby.

## Krótki opis
Powierzchnia wyspy wynosi 6,05 km² i w 2017 roku liczyła 47 mieszkańców. Wcześniej większość mieszkańców znajdowała zatrudnienie w rolnictwie, ale obecnie wiele osób dojeżdża do miejsc pracy znajdujących się poza wyspą. Do wyspy Egholm można dotrzeć poprzez połączenie promowe z miasta Aalborg (rejs trwa około 5 minut). Pod względem administracyjnym wyspa należy do gminy Aalborg.